# Семёнов, Михаил Владимирович
Михаил Владимирович Семёнов (бел. Міхаіл Сямёнаў; 30 июля 1984, Минск) — белорусский борец греко-римского стиля. Заслуженный мастер спорта Республики Беларусь (2008). Бронзовый призёр Олимпийских игр 2008 года

## Биография
Тренировался в СДЮШОР по спортивным единоборствам города Минска.
На чемпионате Европы 2008 года занял 15-е место. На Олимпийских игр 2008 года в Пекине в греко-римской борьбе в категории до 66 кг он уступил лишь будущему чемпиону Стиву Гено из Франции и завоевал бронзовую медаль.
На Европейских играх 2015 боролся в своем весе до 66 кг, вышел в четвертьфинал, где проиграл схватку азербайджанцу Гасану Алиеву.